# Cyrtolobus griseus
Cyrtolobus griseus är en insektsart som beskrevs av Van Duzee. Cyrtolobus griseus ingår i släktet Cyrtolobus och familjen hornstritar. Inga underarter finns listade i Catalogue of Life.